# Becerreá (kommunhuvudort)
Becerreá är en kommunhuvudort i Spanien.   Den ligger i provinsen Provincia de Lugo och regionen Galicien, i den nordvästra delen av landet, 400 km nordväst om huvudstaden Madrid. Becerreá ligger 634 meter över havet och antalet invånare är 3 403.
Terrängen runt Becerreá är kuperad. Runt Becerreá är det glesbefolkat, med 18 invånare per kvadratkilometer. Becerreá är det största samhället i trakten. I omgivningarna runt Becerreá växer i huvudsak blandskog.